# Atipamezol
Atipamezol – syntetyczny związek chemiczny będący antagonistą receptorów α2-adrenergicznych, jest stosowany w celu zniesienia działania uspokajającego i przeciwbólowego deksmedetomidyny i medetomidyny u psów i kotów. Był również badany jako potencjalny lek przeciw parkinsonizmowi u ludzi.

## Mechanizm działania

### Farmakodynamika
Atipamezol to silny i selektywny bloker receptora α2, który powoduje wzmożone uwalnianie noradrenaliny w układzie nerwowym. Wskutek tego następuje aktywacja OUN. W ciągu 10 minut od dożylnego podania leku może dojść do przejściowego spadku ciśnienia tętniczego krwi. Dodatkowo środek ten może wywołać przejściową tachykardię.

### Farmakokinetyka
Po wstrzyknięciu domięśniowym maksymalne stężenie w OUN osiąga się po upływie 10-15 minut. Objętość dystrybucji wynosi od 1 do 2,5 l/kg, a okres połowicznego wydalania około godziny. Atipamezol ulega całkowitej metabolizacji, a metabolity wydalane są z moczem oraz kałem.

### Przedawkowanie
Skutki przedawkowania atipamezolu z reguły nie są bardzo poważne, a utrzymują się najczęściej około 15 minut. Mogą one obejmować nadmierną ruchliwość, przejściową tachykardię, drżenie mięśni. Aby odwrócić skutki zastosowania zawyżonej dawki atipamezolu należy podać niższą niż stosowaną klinicznie dawkę medetomidyny. Jeżeli atipamezol zastosowano u zwierzęcia, któremu nie podano wcześniej deksmedetomidyny/medetomidyny, mogą wystąpić objawy niepożądane, między innymi nadmierna czujność.

## Medycyna weterynaryjna

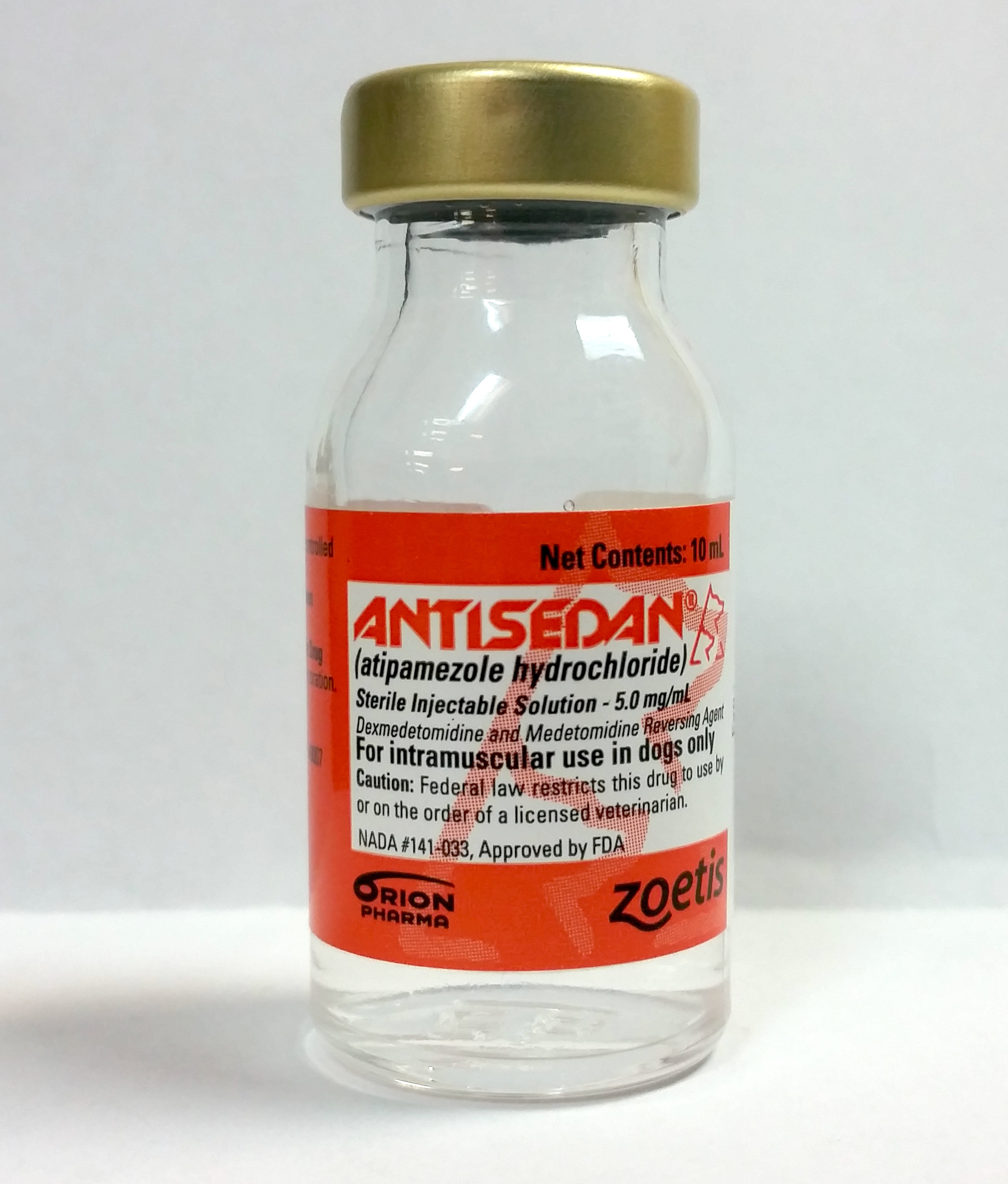
Antisedan, preparat zawierający chlorowodorek atipamezolu

### Przeciwskazania
Nie należy stosować leku u zwierząt hodowlanych lub cierpiących na zaburzenia czynności wątroby lub nerek. Przed podaniem jedzenia lub picia należy się upewnić, że u zwierzęcia powrócił prawidłowy odruch połykania. Nie zaleca się stosowania leku podczas ciąży lub laktacji ze względu na brak danych odnośnie wpływu substancji czynnej na rozwój płodu/potomstwa. Atipamezol nie powinien być stosowany przy jednoczesnym podawaniu diazepamu, acepromazyny oraz opiatów. 

### Zastosowanie
Atipamezol jest wskazany do stosowania u psów i kotów w celu odwrócenia działania deksmedetomidyny lub medetomidyny. Nie znosi z kolei efektu uspokajającego ketaminy, a podanie go po zastosowaniu jej może skutkować skurczami u kotów i napadami drgawek u psów. Dlatego też atipamezol można podawać dopiero po upływie 30-40 minut od podania ketaminy. Z kolei po podaniu deksmedetomidyny lub medetomidyny wstrzyknięcie atipamezolu powinno nastąpić po upływie 15-60 minut.

### Skutki uboczne
Do skutków ubocznych zalicza się rzadkie, takie jak: nadaktywność, wokalizacja, mimowolne oddawanie moczu lub kału, tachykardia, zwiększone wydzielanie śliny, wymioty, drżenie mięśni, zwiększona częstość oddechów oraz bardzo rzadkie, takie jak: obniżone ciśnienie, nawrót sedacji, wydłużenie czasu wybudzania, hipotermia (tylko u kotów po zastosowaniu niskich dawek).